# Rainer Assmann

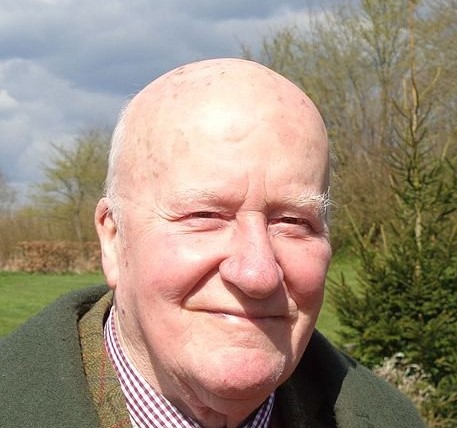
Rainer Assmann (2017)

Rainer Assmann (* 3. Juli 1935 in Berlin-Dahlem) ist ein deutscher Richter, Studentenhistoriker und Landeshistoriker Südwestfalens.

## Leben
Assmann entstammt einer der ältesten Familien Lüdenscheids. Seine Eltern sind der Kaufmann Eberhard Assmann und seine Frau Lore geb. Westhooven. 1943 wurde die Familie aus Berlin nach Oeckinghausen evakuiert. Die Urgroßeltern hatten dort das Haus Winkhaus gebaut.
Assmann besuchte das Zeppelin-Gymnasium (Lüdenscheid). Nach dem Abitur begann er 1956 an der Eberhard Karls Universität Tübingen Rechtswissenschaft und Betriebswirtschaftslehre zu studieren. Am 3. Mai 1956 wurde er im Corps Rhenania Tübingen aktiv. Am 5. Dezember 1956 recipiert, bewährte er sich als Senior. Nach sechs Mensuren wurde er am 24. Februar 1958 inaktiviert. Er wechselte an die Georg-August-Universität Göttingen. Nachdem er 1961 am Oberlandesgericht Celle das Referendarexamen bestanden hatte, absolvierte er das Referendariat unter anderem an der Hochschule für Verwaltungswissenschaften Speyer. Nachdem er 1965 in Düsseldorf die Assessorprüfung bestanden hatte, ging er 1966 zu einem Wirtschaftsverband in Münster. 1967 wechselte er zur Rechtspflege der Bundeswehr. Er wurde Rechtsberater/Wehrdisziplinaranwalt beim Wehrbereichskommando III in Düsseldorf, beim I. Korps in Münster (1971) und unter Ernennung zum Regierungsdirektor RB/WDA der 2. Panzergrenadierdivision in Kassel (1977). 1989 wurde er Richter kraft Auftrags und 1990 Vorsitzender Richter am Truppendienstgericht in Kassel. 1994/95 wurde er als 2. Vertreter, von 1996 bis 1999 als 2. Mitglied in den Präsidialrat beim Bundesverwaltungsgericht gewählt. Mit Erreichen der Altersgrenze wurde er im Jahre 2000 pensioniert. Verheiratet ist Assmann seit 1964 mit der Apothekerin Dagmar Maiweg, einer Tochter seines Corpsbruders Niels Maiweg (1902–1974). Das Ehepaar hat drei Kinder und lebt in Schwansen.

## Ehrungen
- Ehrenmitglied des Corps Rhenania Tübingen (1999)
- Bundesverdienstkreuz am Bande (2000)

## Publikationen
Gefördert von seinem Lehrer Wilhelm Sauerländer, schrieb Assmann bereits in der Schulzeit Beiträge zur Geschichte des Raumes Lüdenscheid. Seit dem Studium befasst er sich in Forschungen, Vorträgen und Veröffentlichungen mit Wehrrecht, Universitätsgeschichte und Verfassungsgeschichte. Über 42 Jahre – von 1965 bis 2007 – war er Archivar seines Corps. Er veröffentlichte über 100 Untersuchungen und über 500 Buchbesprechungen zur deutschen Studentengeschichte. Er begründete 1978 die Schriftenreihe Archiv Corps Rhenania zu Tübingen, seit 2008 fortgeführt von Richard Backhaus. 1984 wurde er Schriftleiter, 1990 auch Herausgeber der Beiträge zur Deutschen Studentengeschichte, seinerzeit offizielles Organ der Deutschen Studentenhistoriker. Seit 1996 werden die Beiträge mit dem Untertitel Beiträge – Erlesenes zur Deutschen Studentengeschichte fortgeführt.

### Einst und Jetzt
- Teutonia Tübingen, das Corps von Carl-Ludwig Sand (Tübinger Studentenschaft nach den Befreiungskriegen), Bd. 18 (1973), S. 155–157
- „Morgenröthe der neuen Freiheit“ – Tübinger Studentenschaft am Ende der Restauration. Der Brief vom 26. Mai 1848 des „Bruder und Stifter“ Alexander Widmann an die Rhenania. Bd. 19 (1974), S. 26–29. GoogleBooks
- Corpsstudentisches Mobiliar, Bd. 19 (1974), S. 73–75
- „Grüße und Küsse Dein Jettchen“. Der Curone Ernst Seraphim als Student in Dorpat, Berlin, Göttingen und Heidelberg 1815–1818, Bd. 19 (1974), S. 168–172
- Wer rührt sich? Pereat, den soll der Teufel fressen! – Student, Jena, Mitte 18. Jahrhundert (J.J. Kaendler, Meißen). Bd. 20 (1975), S. 175–177. GoogleBooks
- Die Suspensionszeit des Tübinger SC im Dritten Reich und während der Besatzungszeit. Zur Geschichte der Tübinger SC-Kameradschaft Theodor Körner. Bd. 21 (1976), S. 153–172. GoogleBooks
- Kameradschaftsliste und Verzeichnis der Kameradschaftsführer der Tübinger SC-Kameradschaft Theodor Körner (WS 1937/38 bis WS 1944/45). Bd. 21 (1976), S. 173–184
- „Wir brauchen die ganze Straße“. Der Brief des Tübinger Vandalen Anton Bürckle, sp. Rhenaniae Tübingen, über das SS 1838 in München. Bd. 21 (1976), S. 199–201
- Rhenania c/a Suevia III Tübingen 1830. Bd. 22 (1977), S. 241–242. GoogleBooks
- Rhenania I – Allemannia I – Rhenania II (Stiftung und Vorgeschichte des Corps Rhenania zu Tübingen). Gleichzeitig ein Beitrag zur Frühgeschichte des Tübinger SC 1825–1829. Bd. 23 (1978), S. 269–284.
- Studentische Verbindungen an der 500jährigen Eberhard-Karls-Universität Tübingen. Bd. 23 (1978), S. 285–290.
- Pfeifenkopf der Verbindung Obersuevia zu Tübingen [1825]. Bd. 23 (1978), S. 291–293.
- Kneipe der Suevia (II), Tübingen 1821/22. Bd. 25 (1980), S. 86–88.
- Der SC zu Tübingen. Bd. 25 (1980), S. 89–113.
- 500 Jahre Universität Tübingen – Veröffentlichungen und Vorträge. Bd. 26 (1981), S. 153–166
- Suevia (IV) c/a Rhenania [Tübingen] 1856. Bd. 28 (1983), S. 167/69–170
- 100 Jahre Corpshaus Rhenania Tübingen – zur auch architektonischen Planung und Durchführung der Corpshausidee. Bd. 29 (1984), S. 133–148. GoogleBooks
- Die Beziehungen zwischen Tübinger und Heidelberger Landsmannschaften (Corps) vor 1816. Bd. 33 (1988), S. 93–103.
- Der Verschiss. Bd. 33 (1988), S. 213–219.
- Tübinger Mensurbilder. Bd. 34 (1989), S. 145–149.
- Der studentische Ordnungsanspruch der Corps durch den SC (175 Jahre SC zu Tübingen). Bd. 34 (1989), S. 171–181. GoogleBooks
- „Mit Eichenlaub bekränzt …“ – Vaterlandslied der westfälischen Musensöhne vor und nach 1800. Bd. 34 (1989), S. 229–231. GoogleBooks
- Paukphoto des Tübinger SC 1867 bis 1912. Bd. 35 (1990), S. 39–43.
- Corps-Wappen-Tafeln des Kösener SC-Verbandes. Bd. 35 (1990), S. 89–91.
- Helvetia (II) Tübingen 1821/22. Bd. 35 (1990), S. 167–169
- mit Ernst-Ulrich Volmer: Das Tübinger Studentencorps 1919. Bd. 35 (1990), S. 121–128.
- Hannovera Göttingen – Rhenania Tübingen. Bd. 35 (1990), S. 151–158. GoogleBooks
- Theodor Körner – Stammbuchblatt (wohl) 1811 und Briefmarke 1991. Bd. 37 (1992), S. 119–123.
- Adolph Diesterweg als Student. Bd. 37 (1992), S. 250–260.
- Die Teutonische Bewegung 1814 f. – Der Übergang von Corps zur Burschenschaft. Bd. 39 (1994), S. 249–251.
- Kränzchen – Landsmannschaften – Corps, zur Frühgeschichte der Corps. Bd. 41 (1996), S. 155–178.
- Aufbau und Nutzung eines Archivs mit Musterverträgen. Bd. 41 (1996), S. 263–266.
- Corpsstudenten, die geistigen Väter des modernen Verfassungsstaates. Bd. 42 (1997), S. 43–46
- Beschlüsse des Seniorenconvents zu Tübingen 1822–1825. Bd. 42 (1997), S. 65–82.
- Studentische Waffen 1840 – „Acten betreffend … konfiszierter Gegenstände“. Bd. 42 (1997), S. 87–89.
- mit Peter Kaupp: Studentenhistorische Graphiken im Goethe-Nationalmuseum Weimar. Bd. 45 (2000), S. 11–18.
- Blätter aus dem Stammbuch des Johann Jakob Kirchhofer, stud. theol. von Schaffhausen (Helvetia Tübingen 1814–1816). Bd. 46 (2001), S. 153–160
- Dokumente aus der Frühgeschichte des SC zu Tübingen. Protokolle des SC 1814–16, der Suevia 1813–16 und Württembergia 1815–16. Bd. 47 (2002), S. 105–136.
- Studentische Porzellanfiguren. Bd. 47 (2002), S. 117–130
- mit Hans Peter Hümmer: Stammbuchblätter des westfälischen Historikers und Juristen Johann Suibert Seibertz Guestphalia Gießen 1806/07. Bd. 62 (2017), S. 143–170.

#### Sonderhefte
- 1981: 21 der ältesten Constitutionen der Corps und ihrer Vorläufer bis zum Jahre 1810, Teil 1. GoogleBooks
- 1983: Constitutionen, Teil 2.
- 1988: Constitutionen, Teil 3. GoogleBooks

#### Bibliographien
- Studentenhistorische Bibliographie für das Jahr 1999 (Mitarb). Bd. 45 (2000), S. 279–282
- mit Hans Peter Hümmer: Bibliographie zur Studentengeschichte 1999/2000. Bd. 46 (2001), S. 351–358.
- mit Hans Peter Hümmer: Bibliographie zur Studentengeschichte 2000/2001. Bd. 47 (2002), S. 369–375.
- mit Hans Peter Hümmer: Bibliographie zur Studentengeschichte 2001/2002. Bd. 48 (2003), S. 349–366.
- mit Harald Lönnecker und Hans Peter Hümmer: Bibliographie zur Studentengeschichte 2003. Bd. 49 (2004), S. 379–396.
- mit Harald Lönnecker, Peter Engel, Rudolf Wohlleben und Hans Peter Hümmer: Bibliographie zur Studentengeschichte 2004. Bd. 50 (2005), S. 527–548.

### Sonstiges
- Rhenania zu Tübingen 1827–1967. Corpszeitung der Rhenania Tübingen, Sonderdruck 1967. GoogleBooks
- Schimmerbuch für Nachwuchsfragen, 1977. GoogleBooks
- Quellen zur Geschichte des SC zu Tübingen, Bd. 2. 1981.
- Zur Inneneinrichtung eines Corpshauses, 1987. GoogleBooks
- Beiträge zur Deutschen Studentengeschichte, 1990.
- mit Ernst Napp und Ingo Nordmeyer: Die Tübinger Rhenanen (Corpsliste und Corpsgeschichte), 5. Aufl. 2002, 570 S.

### Südwestfälische Landesgeschichte
Der Reidemeister. Geschichtsblätter für Lüdenscheid Stadt und Land – Der Märker. Landeskundliche Zeitschrift für den Bereich der ehemaligen Grafschaft Mark und den Märkischen Kreis.
- Der Raum Lüdenscheid im Mittelalter. Die kirchliche und weltliche Landesorganisation im Süderland. Der Reidemeister 36 (1966), S. 1–7.
- Assmann, Lüdenscheid. Selbstverlag, o. J. GoogleBooks
- Stadt und Freigericht im Süderland, gleichzeitig ein Beitrag zur Ortsbestimmung von Tagungs- und Vollstreckungsstätte des Lüdenscheider Freigerichts und der kaiserlichen Burg in Lüdenscheid von 1114. Märker 1981, S. 79–84.
- Die stadtrechtlichen Verflechtungen im Süderland – „Dat recht sollen sy tho Ludenschede holen“. Westfälische Forschungen, 32 (1982), S. 75–86.
- Wiederkehrende Irrtümer im Schrifttum über Lüdenscheid (Lüdenscheid märkische Stadt – Stadtrecht – Kaiserliche Burg – Burgmannen – Volksfelder Hof – Gerichtsbarkeit – Stammpfarrei – Urpfarrei – Eisengewerbe). Der Reidemeister 95 (1985), S. 749–783.
- Die Städtepolitik der Grafen von der Mark, insbesondere im Süderland. Der Reidemeister 99 (1986), S. 781–783.
- Die Vorfahren von Ida Gerhardi (1882–1927). Märker 1999, S. 160–162.
- „Dei ollen van Theis op diäm egen un Melchior bi de Müür“. Zur Besiedlung von Stadt und Land Lüdenscheid im Frühmittelalter. Unter Auswertung neuerer Forschungen zur Orts- und Landesgeschichte. Der Reidemeister 143 (2000), S. 1129–1144.
- Kleine Geschichte der früheren Bauernschaft Oeckinghausen im Kirchspiel Halver in Text und Bild, in: Oeckinghausen, Carthausen, Heesfeld – ein Rundgang um Susannenhöhe und Jürnsche, in: Naturwissenschaftliche Vereinigung Lüdenscheid (Hg.): Lernwandern im Märkischen Kreis, 2. Aufl. 2003, S. 4–67 mit Beiblatt. Gesonderte, ergänzte Aufl. 2016.
- Lüdenscheid im Mittelalter – „Na Lünsche, na de Kraune der Welt“. Der Reidemeister 157 (2004), S. 1245–1252.
- Die Burg Lüdenscheid, „eine sehr feste Burg und stattete sie mit Kriegsvolk und Waffen wohl aus“. Gleichzeitig eine Bilanz der Forschungen zum ältesten Stadtrecht und Stadtumfang 1268, mit Auflistung des Abbruchs von historischen Gebäuden und Burg und Stadtrechte in der Geschichtsschreibung von Lüdenscheid. Der Reidemeister 163 (2005), S. 1301–1316.
- Die ältesten Zeugnisse über Eisengewinnung und -verarbeitung im märkischen Sauerland. Ihre Einordnung in die Berg- und Flußregale, „yserensteyn sucken, graven ind hutten, blasen ind bereyden“ (Iserlohn, 21. März 1474). Märker 2008, S. 52–75.
- Zur Geschichte der Eisenindustrie im Märkischen Kreis – „yserensteyn sucken, graven ind hutten, blasen ind bereyden“ – früheste Erwähnung, landesherrliche Berg- und Flußregale, Wildbann, Fischerei- und Umweltschutzrecht. Märker 2008, S. 52–73.
- Der Herweg (Heerweg) „aus dunkler Vorzeit“ Köln–Soest in dem Abschnitt Anschlag–Lüdenscheid–Werdohl. Der Reidemeister 193–194 (2013), S. 1645–1668.
- Wie wurde man in Lüdenscheid Millionär – oder auch nicht? Ein Beitrag zu 250 Jahren Sozialgeschichte der Lüdenscheider Gewerbetreibenden bis 1914. Der Reidemeister 198 (2014), S. 1709–1724.
- Forschungen zur Geschichte von Stadt und Land Lüdenscheid im Märkischen Kreis, 2 Bände. Westfälische Forschungen 2015.
- Schwert und Kreuz – Die Missionierung des Sauerlandes durch die Ezzonen als Heerführer Karls des Großen. Die ezzonische Großgrafschaft als Keimzelle der Grafschaften Berg, Altena und Arnsberg. Der Reidemeister 208 (2016), S. 1849–1860.
- „Dey weiland Studentkes“ – Erinnerungsfeste alter westfälischer Musensöhne 1819 bis 1830. Die Studenten aus dem Vest Lüdenscheid um 1500 und dem Kreis Altena um 1801. Der Reidemeister 216 (13. November 2018), S. 1969–1980.